# František I. d'Este
František I. d'Este (6. září 1610 Modena – 14. října 1658 Santhià) byl vévoda z Modeny a Reggia od roku 1629 až do své smrti. Jako nejstarší syn Alfonsa III. d'Este se stal vládnoucím vévodou po abdikaci svého otce.

## Životopis
Mor v letech 1630–1631 zahubil 70 % obyvatel Modeny. Po vypuknutí třicetileté války se František I. d'Este postavil na stranu Španělska a napadl vévodství Parma. Při návštěvě Španělska doufal získat jako odměnu oblast Correggio. To mu bylo přislíbeno, po zaplacení 230 000 zlatých.
Později následovala první válka v Castro, ve které se Francescova Modena přidala k Benátkám a Florencii a postavila se na stranu parmských vévodů proti papeži Urbanovi VIII. z rodu Barberini. Válka skončila pro Modenu bez zvláštního zisku. Ze Španělska znovu nepřišla žádná pomoc a tak se František spojil na základě jednání s kardinálem Mazarinem s Francií. Když se mu však nepodařilo dobýt Cremonu, a protože se situace třicetileté války zdála pro Španělsko příznivá, hledal vévoda dohodu opět se Španělskem. K opětovnému spojenectví s Francií se vrátil s tím, že oženil svého syna a dědice Alfonse IV. d'Este s Laurou Martinozzi, Mazarinovou neteří.
Úspěšně bojoval proti španělské invazi do Milána po boku Francie a Savojského vévodství. V letech 1656–1657 s pomocí svého syna dobyl Alessandrii a Valenzu. V roce 1658 dobyl v Lombardii město Mortar. Onemocněl malárií a brzy nato, v roce 1658, zemřel v italském městě Santhià.

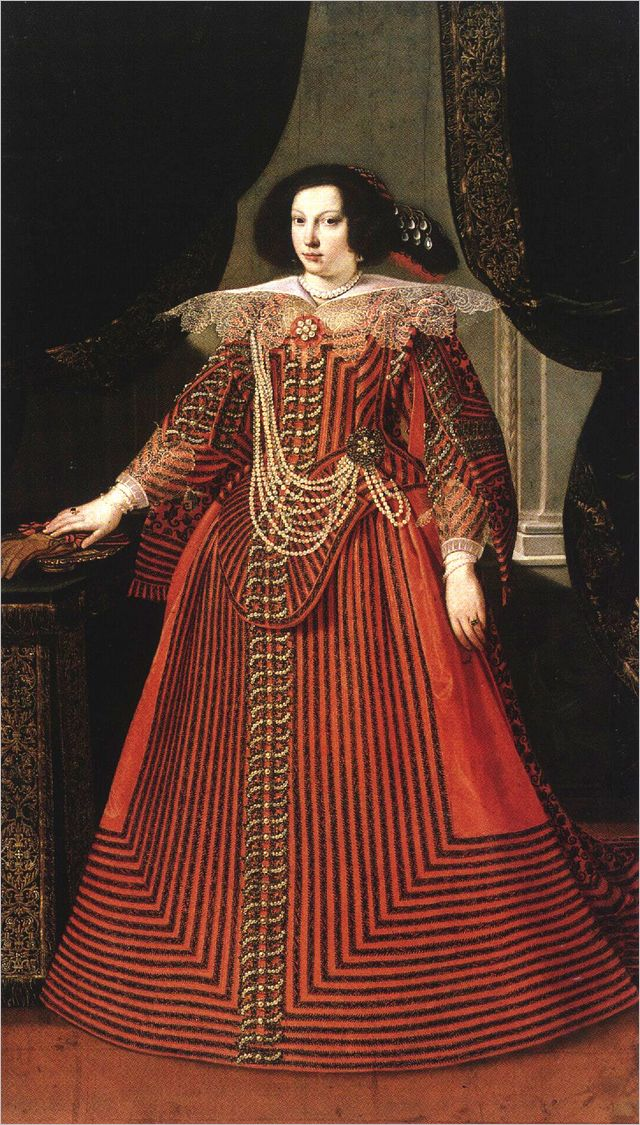
Maria Caterina Farnese (1615-1646), první manželka Františka d'Este

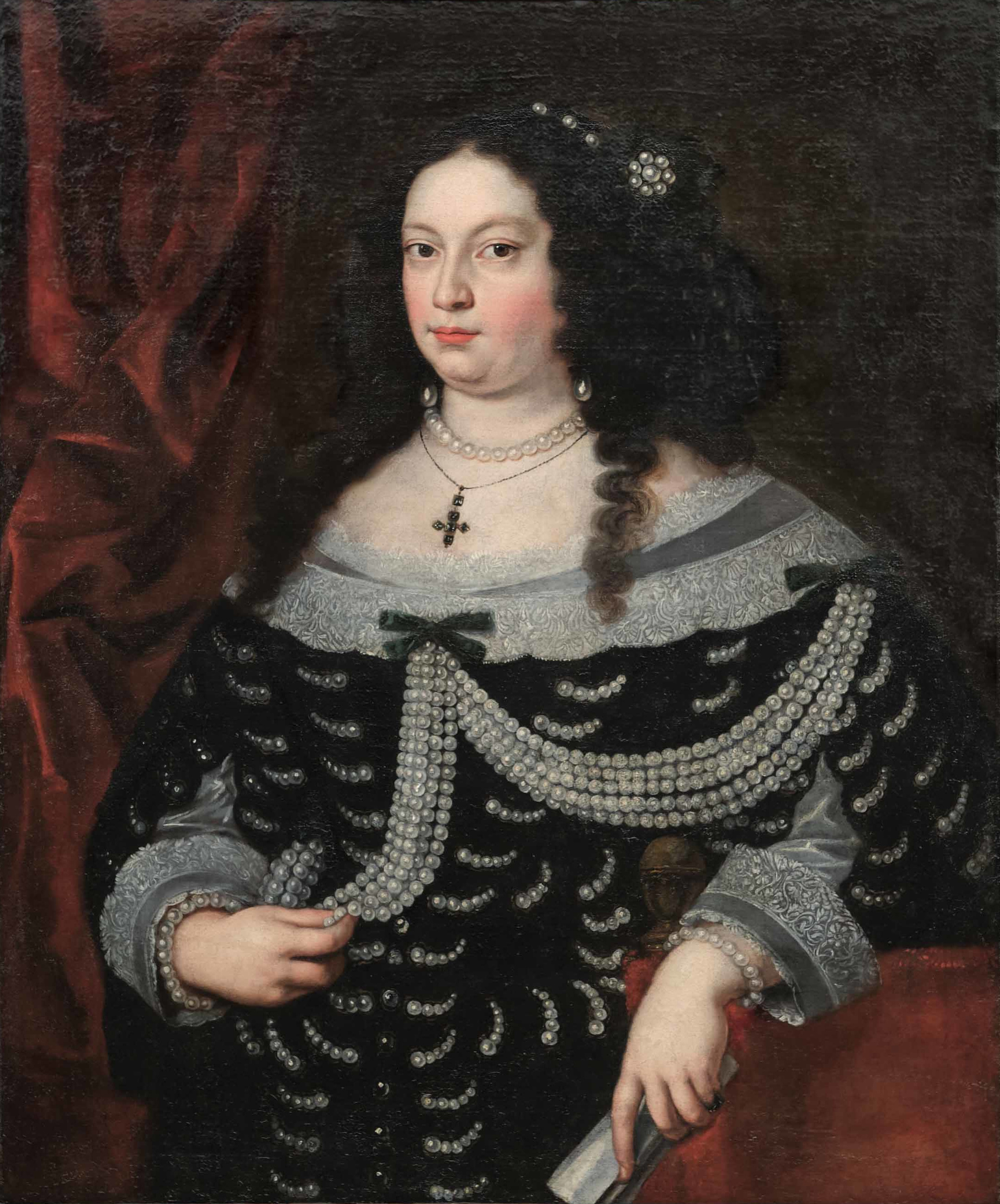
Vittoria Farnese (1648-1649), druhá manželka Františka d'Este

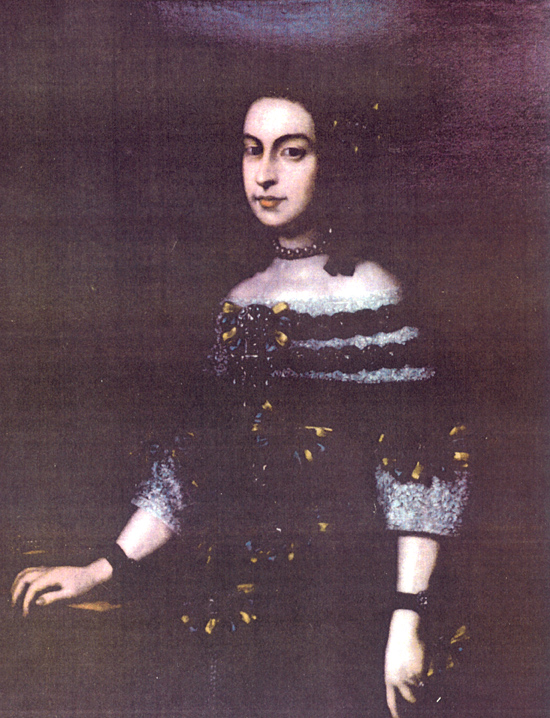
Lukrezia Barberini (1628-1699), třetí manželka Františka d'Este a matka Rinalda

## Manželství
Po smrti své první manželky Marie Kateřiny Farnese, která zemřela v roce 1646 se oženil s její sestrou Viktorií, která zemřela v roce 1649.
Poslední manželství uzavřel s Lucrezií Barberiniovou (1628-1699), dcerou Taddea Barberiniho, se kterým jeho jednotky společně s ním bojovaly během první války o Castro. Měl celkem jedenáct dětí, dvě z nich, Alfonso a Rinaldo d'Estese staly vévody z Modeny.
Ačkoli byl zručným vojenským velitelem, František byl známý svou přímou povahou a náboženskými ideály. Obohatil Modenu výstavbou vévodského paláce v Modeně (Palazzo Ducale), a financoval i další projekty: "Teatro della Spelta", "Villa delle Pentetorri", nechal rozšířit říční kanál a vybudovat přístav, nechal zrestaurovat modenskou Cittadellu.

## František v umění
Gian Lorenzo Bernini zvěčnil Františkovu podobu na soše vytvořené kolem 1650–1651 (Este Gallery and Museum, Modena). Je pokládána za vrchol sochařství v portrétování. Vyznačuje se hrdinskou pompou a grandiozitou, spojenou s ideály barokního věku. Podle Howarda Hibbarda Berniniho portrétní busta Františka I. a Berniniho busta Ludvíka XIV. „stanovila standard pro monarchistické portréty až do doby francouzské revoluce“ (126 -8).

## Potomci
1. manželka Marie Kateřina Farnese:
- Alfonso (*/† 1632), dědičný Prince z Modeny
- Alfonso IV. d'Este (2. února 1634 – 16. července 1662), vévoda z Modeny a Reggia, ⚭ 1655 Laura Martinozzi (27. května 1639 – 19. července 1687)
- Isabella (3. října 1635 – 21. srpna 1666), ⚭ 1663 Ranuccio II. Farnese (17. září 1630 – 11. prosince 1694), vévoda z Parmy a Piacenzy
- Eleonora d'Este (1639–1640)
- Tedaldo d'Este' (1640–1643)
- Almerigo d'Este (8. května 1641 – 14. listopadu 1660), svobodný a bezdětný
- Eleonora d'Este (2. ledna 1643 – 24. února 1722), jeptiška
- Maria d'Este (8. prosince 1644 – 20. srpna 1684), ⚭ 1668 Ranuccio II. Farnese (vdovec po její starší sestře)
- Tedaldo d'Este (*/† 1646)

2. manželka Viktorie Farnese:
- Vittoria d'Este (24. srpna 1649 – 1656)

3. manželka Lukrécie Barberini:
- Rinaldo d'Este (26. dubna 1655 – 26. října 1737), vévoda z Modeny a Reggia, ⚭ 1696 Šarlota Brunšvicko-Lüneburská (8. března 1671 – 29. září 1710)

## Vývod z předků
|                       |                             |  |                     |                             |  |  |  |  |  |  |  | Alfonso I. d'Este |
|                       |                             |  |                     |                             |  |  |  |  |  |  |  |                   |
|                       | Alfonso d'Este              |  |                     |                             |  |  |  |  |  |  |  |                   |
|                       |                             |  |                     |                             |  |  |  |  |  |  |  |                   |
|                       |                             |  |                     | Laura Dianti                |  |  |  |  |  |  |  |                   |
|                       |                             |  |                     |                             |  |  |  |  |  |  |  |                   |
|                       | César Estenský              |  |                     |                             |  |  |  |  |  |  |  |                   |
|                       |                             |  |                     |                             |  |  |  |  |  |  |  |                   |
|                       |                             |  |                     | František Maria I. z Rovere |  |  |  |  |  |  |  |                   |
|                       |                             |  |                     |                             |  |  |  |  |  |  |  |                   |
|                       | Julie z Rovere              |  |                     |                             |  |  |  |  |  |  |  |                   |
|                       |                             |  |                     |                             |  |  |  |  |  |  |  |                   |
|                       |                             |  |                     | Eleonora Gonzagová z Rovere |  |  |  |  |  |  |  |                   |
|                       |                             |  |                     |                             |  |  |  |  |  |  |  |                   |
|                       | Alfons III. Estenský        |  |                     |                             |  |  |  |  |  |  |  |                   |
|                       |                             |  |                     |                             |  |  |  |  |  |  |  |                   |
|                       |                             |  |                     | Giovanni dalle Bande Nere   |  |  |  |  |  |  |  |                   |
|                       |                             |  |                     |                             |  |  |  |  |  |  |  |                   |
|                       | Cosimo I. de Medici         |  |                     |                             |  |  |  |  |  |  |  |                   |
|                       |                             |  |                     |                             |  |  |  |  |  |  |  |                   |
|                       |                             |  |                     | Maria Salviati              |  |  |  |  |  |  |  |                   |
|                       |                             |  |                     |                             |  |  |  |  |  |  |  |                   |
|                       | Virginie Medicejská         |  |                     |                             |  |  |  |  |  |  |  |                   |
|                       |                             |  |                     |                             |  |  |  |  |  |  |  |                   |
|                       |                             |  |                     | Antonio Martelli            |  |  |  |  |  |  |  |                   |
|                       |                             |  |                     |                             |  |  |  |  |  |  |  |                   |
|                       | Camilla Martelli            |  |                     |                             |  |  |  |  |  |  |  |                   |
|                       |                             |  |                     |                             |  |  |  |  |  |  |  |                   |
|                       |                             |  |                     | Fiammetta Soderini          |  |  |  |  |  |  |  |                   |
|                       |                             |  |                     |                             |  |  |  |  |  |  |  |                   |
| František I. Estenský |                             |  |                     |                             |  |  |  |  |  |  |  |                   |
|                       |                             |  |                     |                             |  |  |  |  |  |  |  |                   |
|                       |                             |  | Karel III. Savojský |                             |  |  |  |  |  |  |  |                   |
|                       |                             |  |                     |                             |  |  |  |  |  |  |  |                   |
|                       | Emanuel Filibert Savojský   |  |                     |                             |  |  |  |  |  |  |  |                   |
|                       |                             |  |                     |                             |  |  |  |  |  |  |  |                   |
|                       |                             |  |                     | Beatrix Portugalská         |  |  |  |  |  |  |  |                   |
|                       |                             |  |                     |                             |  |  |  |  |  |  |  |                   |
|                       | Karel Emanuel I. Savojský   |  |                     |                             |  |  |  |  |  |  |  |                   |
|                       |                             |  |                     |                             |  |  |  |  |  |  |  |                   |
|                       |                             |  |                     | František I. Francouzský    |  |  |  |  |  |  |  |                   |
|                       |                             |  |                     |                             |  |  |  |  |  |  |  |                   |
|                       | Markéta Francouzská         |  |                     |                             |  |  |  |  |  |  |  |                   |
|                       |                             |  |                     |                             |  |  |  |  |  |  |  |                   |
|                       |                             |  |                     | Klaudie Francouzská         |  |  |  |  |  |  |  |                   |
|                       |                             |  |                     |                             |  |  |  |  |  |  |  |                   |
|                       | Izabela Savojská            |  |                     |                             |  |  |  |  |  |  |  |                   |
|                       |                             |  |                     |                             |  |  |  |  |  |  |  |                   |
|                       |                             |  |                     | Karel V. Habsburský         |  |  |  |  |  |  |  |                   |
|                       |                             |  |                     |                             |  |  |  |  |  |  |  |                   |
|                       | Filip II. Španělský         |  |                     |                             |  |  |  |  |  |  |  |                   |
|                       |                             |  |                     |                             |  |  |  |  |  |  |  |                   |
|                       |                             |  |                     | Isabela Portugalská         |  |  |  |  |  |  |  |                   |
|                       |                             |  |                     |                             |  |  |  |  |  |  |  |                   |
|                       | Kateřina Michaela Španělská |  |                     |                             |  |  |  |  |  |  |  |                   |
|                       |                             |  |                     |                             |  |  |  |  |  |  |  |                   |
|                       |                             |  |                     | Jindřich II. Francouzský    |  |  |  |  |  |  |  |                   |
|                       |                             |  |                     |                             |  |  |  |  |  |  |  |                   |
|                       | Alžběta z Valois            |  |                     |                             |  |  |  |  |  |  |  |                   |
|                       |                             |  |                     |                             |  |  |  |  |  |  |  |                   |
|                       |                             |  |                     | Kateřina Medicejská         |  |  |  |  |  |  |  |                   |
|                       |                             |  |                     |                             |  |  |  |  |  |  |  |                   |